# An Bình, Buôn Hồ
An Bình là một phường thuộc thị xã Buôn Hồ, tỉnh Đắk Lắk, Việt Nam.

## Địa lý
Phường An Bình nằm ở trung tâm thị xã Buôn Hồ, có vị trí địa lý:
- Phía đông giáp phường An Lạc
- Phía tây giáp huyện Krông Búk
- Phía nam giáp phường Đoàn Kết và phường Thiện An
- Phía bắc giáp phường Đạt Hiếu

Phường An Bình có diện tích 8,31 km², dân số năm 2008 là 10.229 người, mật độ dân số đạt 1.232 người/km².

## Lịch sử
Ngày 23 tháng 12 năm 2008, Chính phủ ban hành Nghị định số 07/NĐ-CP về việc thành lập thành lập phường An Bình trên cơ sở:
- Điều chỉnh 267 ha diện tích tự nhiên và 9.302 người của thị trấn Buôn Hồ
- Điều chỉnh 274,7 ha diện tích tự nhiên và 927 người của xã Đoàn Kết
- Điều chỉnh 288,9 ha diện tích tự nhiên của xã Ea Đê.

Sau khi thành lập, phường An Bình có 830,60 ha diện tích tự nhiên và 10.229 người.